# Panagiotis Paraskevopoulos
Panagiotis Paraskevopoulos (grekiska Παναγιώτης Παρασκευόπουλος), född 1875 i Gortynia, död 8 juli 1956 i Korfu, var en grekisk friidrottare.
Paraskevopoulos blev olympisk silvermedaljör i diskus vid olympiska sommarspelen 1896 i Aten.